# Ephydra alandica
Ephydra alandica är en tvåvingeart som beskrevs av Frey 1909. Ephydra alandica ingår i släktet Ephydra och familjen vattenflugor. Inga underarter finns listade i Catalogue of Life.